# حسين درويش
حسين درويش شاعر وصحفي سوري، كتب لعدد من الصحف المحلية والعربية منها جريدة الأيام السورية، وصحيفة البيان الإماراتية التي يكتب لها عمودًا أسبوعيًا بعنوان «أما قبل»، ويرأس حاليًا قسم الثقافة بصحيفة البيان، وقد أشرف على مهرجان العويس الشعري الأول الذي أقامته مؤسسة العويس الثقافية في مدينة دبي عام 2020.
تُرجمت مجموعة من قصائده إلى الفرنسية ثم أصدرتها هيئة الشارقة للكتاب في كتاب بعنوان «وسائد الليل» نُشر ضمن فعاليات معرض باريس الدولي للكتاب عام 2018.

## مؤلفاته
صدر للشاعر حسين درويش عدة دواوين شعرية منها:
- قبل الحرب.. بعد الحرب: صدر في لندن عام 1992 وفاز بجائزة يوسف الخال الشعرية التي كانت تمنحها مجلة الناقد الأدبية.
- خزانة الأهل.. سيرة الجدران: صدر في عمان عام 2000 عن دار رياض الريس للكتب والنشر.
- حديقة الغرباء: صدر عن دار رياض الريس للكتب والنشر في بيروت عام 2003.
- شامة ليل: صدر عن دار رياض الريس للكتب والنشر في بيروت عام 2007.[5][6][7]